# Naturen i arkitekturen
|  | Denne artikel er oprettet af botten Steenthbot ud fra en ekstern database. Den kan derfor have sproglige fejl eller mangler. Denne skabelon kan fjernes efter kontrol af indholdet. |

Naturen i arkitekturen er en dansk dokumentarfilm fra 1994 instrueret af Anna Marie Petersen.

## Handling
Prologen i videoen 'Naturen i Arkitekturen' viser et underskønt landskab. Bølgende gule kornmarker i det åbne land. Vi ser den romantiske storslåede natur, kilden til livet, nødvendigheden for livet. Siden spoleres/brydes denne natur - menneskets fortolk